# أوقفوا أسلمة أوروبا
أوقفوا أسلمة أوروبا (بالإنجليزية: Stop Islamisation of Europe)، هي مجموعة هدفها المعلن «منع الإسلام من أن يصبح قوة سياسية مهيمنة في أوروبا». وهي مجموعة مصالح سياسية نشطت في الدنمارك وأقامت احتجاجات مناهضة للإسلام في المملكة المتحدة. وقد نشأت المجموعة عبر انضمام المجموعة الدنماركية أوقفوا أسلمة الدنمارك إلى نشطاء إنجليز مناهضين للإسلام.
تقول الجماعة إن هدفها هو معارضة التطرف الإسلامي؛ ويرفعون شعار «العنصرية أدنى أشكال غباء الإنسان، لكن الإسلاموفوبيا هي ذروة الفطرة السليمة».

## الأيديولوجيا
تصف الجماعة نفسها بأنها تحالف «لديه هدف وحيد هو منع الإسلام من أن يصبح قوة سياسية مهيمنة في أوروبا». وتدعو المنظمة إلى المقاطعة الكاملة للدول الإسلامية. وتنصح المجموعة بمقاطعة الشركات التي تسوق منتجاتها للمسلمين مثل شركات فيشر برايس وأزدا وكي إف سي (دجاج كنتاكي) وفنادق راديسون.

## التاريخ
استوحت مجموعة «أوقفوا أسلمة أوروبا» من مجموعة دنماركية تحمل الاسم نفسه، والتي نظمت احتجاجات خارج المساجد الدنماركية منذ الجدل حول الرسوم الكاريكاتورية لمحمد في صحيفة يولاندس بوستن. وتمتلك الجماعة 6600 مؤيد على صفحتها على الفيسبوك. واستخدمت مواقع الشبكات الاجتماعية للتخطيط للاحتجاجات.

## القادة

### ستيفن غاش
شارك ستيفن غاش (مواليد 1953) في انتخابات سيجفيلد الفرعية لعام 2007 (التي حدثت بسبب استقالة رئيس الوزراء توني بلير) عن حزب الديمقراطيين الإنجليزي. وحصل غاش على 177 صوتًا (يمثل هذا 0.6٪ من الأصوات المدلى بها في الانتخابات). ووفقًا لمنشوراته الانتخابية، كانت الموضوعات الرئيسية لحملته هي دعم البرلمان الإنجليزي، وحل مسألة لوثيان الغربية، ومراقبة الهجرة. خاض غاش أيضًا الانتخابات المحلية لمجلس مدينة كارلايل.

### أندرس غرافرس بيدرسن
ولد أندرس غرافرس بيدرسن في الدنمارك ويعيش في بلدة ستورفورد الصغيرة. وخاض الانتخابات البلدية في آلبورغ عام 2005، وحصل على 383 صوتًا، وحصلت مجموعة أوقفوا أسلمة الدنمارك على 1172 صوتًا. وهذا يمثل أقل من 1٪ من الأصوات المدلى بها في الانتخابات. وفي الانتخابات البرلمانية الدنماركية لعام 2007، خاض بيدرسن انتخابات يوتلاند وحصل على 73 صوتًا.

## إنجلترا

### وسط لندن
في أكتوبر عام 2007 نظمت المجموعة مظاهرة في وسط لندن.

### احتجاج مسجد هارو المركزي
في 11 سبتمبر عام 2009، شاركت مجموعة أوقفوا أسلمة أوروبا برعاية مظاهرة مع رابطة الدفاع الإنجليزية (إي دي إل) في هارو والتي جذبت اهتمام وسائل الإعلام الوطنية والدولية. كان الغرض من المظاهرة هو شن حملة ضد بناء مسجد هارو المركزي المؤلف من خمسة طوابق، والذي كان قيد الإنشاء. وكانت المجموعة قد تعهدت بتنظيم احتجاج سلمي بعد أن ألغت رابطة الدفاع الإنجليزية مظاهرة كانت مقررة في 29 أغسطس عام 2009.
ردًا على الاحتجاج، أدان العديد من قادة الجالية اليهودية المجموعة، بعد أن حاولت المجموعة علنًا جذب المجتمع اليهودي في محاولة لتشجيع 1000 يهودي على حمل العلم الإسرائيلي ودعم الاحتجاج. أرسل الحاخامات كاثلين ميدلتون وفرانك سميث وآرون غولدشتاين وهليل روبلز ومايك هيلتون رسالة تدعم مسجد هارو، قائلين إن مجموعة أوقفوا أسلمة أوروبا تستخدم «الأكاذيب الفاضحة» في محاولة لتقسيم مجتمع هارو، وأضافوا «بصفتنا قادة للجالية اليهودية في هارو، نحن نكتب للتعبير عن دعمنا لأصدقائنا وجيراننا المسلمين، وخاصة الموجودين في مسجد هارو المركزي، الذين يتعرضون للهجوم من قبل أولئك الذين هدفهم الوحيد هو نشر الكراهية والخوف». وأدينت الاحتجاجات أيضًا من قبل المستشارة سوزان هول وعضوي مجلس المحافظين أنجانا باتيل وجيريمي زيد (وهم هندوسية ويهوديان على التوالي)، ومن قبل صحيفة جويش كرونيكل، وصندوق أمن المجتمع (سي إس تي)، الذي يراقب التمييز نيابة عن الجالية اليهودية في المملكة المتحدة. وأكد صندوق أمن المجتمع أن مجموعة أوقفوا أسلمة أوروبا «تُغذي الإرهاب. ويجب ألا يكون اليهود البريطانيين جزء منه». إجمالًا، تجمع أكثر من 1000 شخص خارج المسجد. واشتبك المتظاهرون المناوئون مع الشرطة، ورشقوا الطوب والزجاجات والمفرقعات. وقُبض على عشرة خلال الاحتجاجات، بما في ذلك منظم الاحتجاج ستيفن غاش.